# Российский национальный комитет по теоретической и прикладной механике
Российский национальный комитет по теоретической и прикладной механике — научная организация при Российской академии наук. Комитет объединяет научных работников в области механики, как сотрудников научно-исследовательских и учебных учреждений и предприятий, так и отдельных учёных — граждан России и граждан бывшего СССР. В составе Комитета крупнейшие учёные-механики страны.

## Задачи Комитета
Основной целью Комитета является содействие всестороннему развитию механики. Комитет готовит и проводит Всероссийские съезды по теоретической и прикладной механике, конференции по различным её вопросам. В задачи Комитета входит также укрепление связей учёных-механиков России с зарубежными специалистами в области механики, с национальными организациями механиков различных стран; представительство механиков России в Международном союзе теоретической и прикладной механики (UITAM).

## Структура
Высшим руководящим органом Национального комитета является Общее собрание его членов. В перерывах между сессиями Общего собрания деятельностью Национального комитета руководит его Президиум, избираемый Общим собранием.

### Президиум
(избран 25 августа 2023 года)
- И. Г. Горячева — председатель
- В. П. Матвеенко — зам. председателя
- В. М. Фомин — зам. председателя
- Ф. Л. Черноусько — зам. председателя
- В. И. Карев — учёный секретарь
- А. А. Афанасьев
- В. А. Бабешко
- А. К. Беляев
- А. М. Гайфуллин
- Д. А. Губайдуллин
- Д. М. Климов
- В. В. Козлов
- А. М. Кривцов
- В. А. Левин
- Р. Р. Мулюков
- Р. И. Нигматулин
- С. Т. Суржиков

## История
Национальный комитет СССР по теоретической и прикладной механике (после 1991 года Российский национальный комитет по теоретической и прикладной механике) был учреждён Постановлением Президиума Академии наук СССР 31 августа 1956 года в целях расширения международных научных контактов. Положение о Национальном комитете (утверждено АН СССР в 1957 году) предусматривало вхождение в Международный союз теоретической и прикладной механики — IUTAM (что и состоялось в 1956 году), подготовку и проведение различных научно-организационных мероприятий в стране, включая Всесоюзные съезды по механике. Делегация учёных СССР участвовала в Международных конгрессах по механике, начиная с IX (Брюссельского) в 1956 году.
Первым председателем Комитета был избран академик Н. И. Мусхелишвили, возглавлявший его в течение 20 лет (1957—1976).
Позже Комитет возглавляли:
- М. А. Лаврентьев (1976—1980),
- И. Ф. Образцов (1981—1995),
- Г. Г. Чёрный (1995—2011).

Заместителями председателя Комитета были А. Ю. Ишлинский (1966—1982), Д. М. Климов (с 1995), Л. Г. Лойцянский (1968—1982), А. И. Лурье (1961—1966), Г. А. Любимов (с 1995), Н. Ф. Морозов (с 1995), А. А. Никольский (1961—1966), Ю. Н. Работнов (1957—1966), Х. А. Рахматулин (1976—1982), Л. И. Седов (первый заместитель: 1957—1982), В. В. Соколовский (1968—1972), В. В. Струминский (1961—1966), К. В. Фролов (1982—1991), Ф. Л. Черноусько (с 2006), Г. Г. Чёрный (1972—1995).
Учёным секретарём Комитета со времени его основания и до 2011 года являлся Г. К. Михайлов, с 2011 года обязанности учёного секретаря исполняет В. И. Карев.

### Первоначальный состав
(утверждён Президиумом Академии наук СССР 31 августа 1956 года в количестве 48 человек)
И. И. Артоболевский, Н. Х. Арутюнян, А. А. Благонравов, И. Н. Векуа, В. З. Власов,
Л. А. Галин, Н. И. Глаголев, А. Л. Гольденвейзер, Н. Н. Давиденков, А. А. Дородницын, А. А. Ильюшин, А. Ю. Ишлинский, М. В. Келдыш, А. А. Космодемьянский, П. Я. Кочина, Е. А. Красильщикова, М. А. Лаврентьев, С. Г. Лехницкий, Л. Г. Лойцянский, А. И. Лурье, А. И. Макаревский, М. Д. Миллионщиков, Г. К. Михайлов, Н. И. Мусхелишвили, Х. М. Муштари, А. И. Некрасов, А. А. Никольский, В. В. Новожилов, В. М. Панфёров, Г. И. Петров, Н. И. Пригоровский, И. М. Рабинович, Ю. Н. Работнов, Х. А. Рахматулин, Г. Н. Савин, Л. И. Седов, С. В. Серенсен, Н. А. Слёзкин, В. В. Соколовский, Л. Н. Сретенский, В. В. Струминский, Г. В. Ужик, Ф. И. Франкль, С. А. Христианович, Н. А. Цытович, Н. Г. Четаев, К. Н. Шевченко, Б. Н. Юрьев

В последующем пополнение Комитета происходило путём (тайных) выборов на сессиях Общего собрания Комитета, в 1961 году (были избраны С. А. Амбарцумян, Г. И. Баренблатт, Д. А. Мельников, Ю. А. Митропольский, Г. Г. Чёрный), 1965, 1972, 1976, 1983, 1985, 1987, 1995, 2001, 2006, 2011, 2015, 2019 гг.) и по переписке в 2004 году.

### Всесоюзные (Всероссийские) съезды по теоретической и прикладной механике
С 1960 года Комитет регулярно проводит Всесоюзные съезды по теоретической и прикладной механике.
До 1976 года съезды проводились один раз в четыре года, а затем один раз в пять лет. Было проведено 7 Всесоюзных съездов: в Москве (1960, 1964, 1968, 1991), Киеве (1976), Алма-Ате (1981) и Ташкенте (1986). В 1960 году съезд привлёк около 3000 участников, второй съезд (1964) — около 5000, третий (1968) — свыше 7000 человек. Уже на первый съезд прибыли с докладами крупнейшие иностранные учёные в области механики Го Юнхуай, В. Койтер, В. Новацкий, В. Ольшак, В. Прагер, М. Руа, Н. Хофф. На съездах выступали с докладами также Б. Будянский, Я. Ден-Гартог, Д. Друкер, Х. Липман, сэр Джеймс Лайтхилл, Р. Миндлин, Э. Рейсснер, Р. Ривлин, Я. Снеддон и др.
Сложные экономико-политические обстоятельства в стране не позволили провести съезд в 1996 году.
С 2001 года проводятся Всероссийские съезды: Пермь (2001), Нижний Новгород (2006, 2011), Казань (2015), Уфа (2019). В 2006 году в съезде участвовало свыше 1000 учёных, инженеров и преподавателей высшей школы, в том числе 30 представителей из стран СНГ и 12 — из дальнего зарубежья. Всего на Съезде было представлено 852 доклада (из них 293 постерных).
XIII Всероссийский съезд по теоретической и прикладной механике прошёл с 21 по 25 августа 2023 года в Санкт-Петербурге на площадке Санкт-Петербургского политехнического университета Петра Великого.

### Международные конгрессы
В 1972 году, вместо очередного Всесоюзного съезда, в Москве был проведён XIII Международный конгресс по теоретической и прикладной механике.
В рамках деятельности IUTAM Комитет провёл также ряд международных научных симпозиумов по актуальным проблемам специализированных разделов механики: теория нелинейных колебаний (Киев 1961); приложения теории функций в механике сплошной среды (Тбилиси 1963); космическая газовая динамика (Крым 1969); неустановившиеся высокоскоростные течения воды (Ленинград 1971); теоретико-групповые методы в механике (Новосибирск 1978); теория оболочек (Тбилиси 1978); нелинейные волны деформации (Таллин 1982); ламинарно-турбулентный переход (Новосибирск 1984); нелинейная акустика (Новосибирск 1987); магнитогидродинамика жидких металлов (Рига 1988); динамические задачи жестко-упругих систем и конструкций (Москва 1990); отрывные течения и струи (Новосибирск 1990); вибрационный анализ структур с недостоверными параметрами (C.-Петербург 2009).

## Премии и медали
При участии Комитета учреждены и вручаются научные премии и медали:
- Премия и медаль имени Г. И. Петрова (c 1997 г.),
- Премия и медаль имени Л. И. Седова (с 2002 г.),
- Медаль имени акад. Х.А. Рахматулина (с 2009 г.),
- Премия и медаль имени А. Ю. Ишлинского (с 2013 г.),
- Премия и медаль имени Г. Г. Чёрного (с 2013 г.)
- Медаль имени А. А. Ильюшина (с 2024 г.)